# Ángel Olgoso

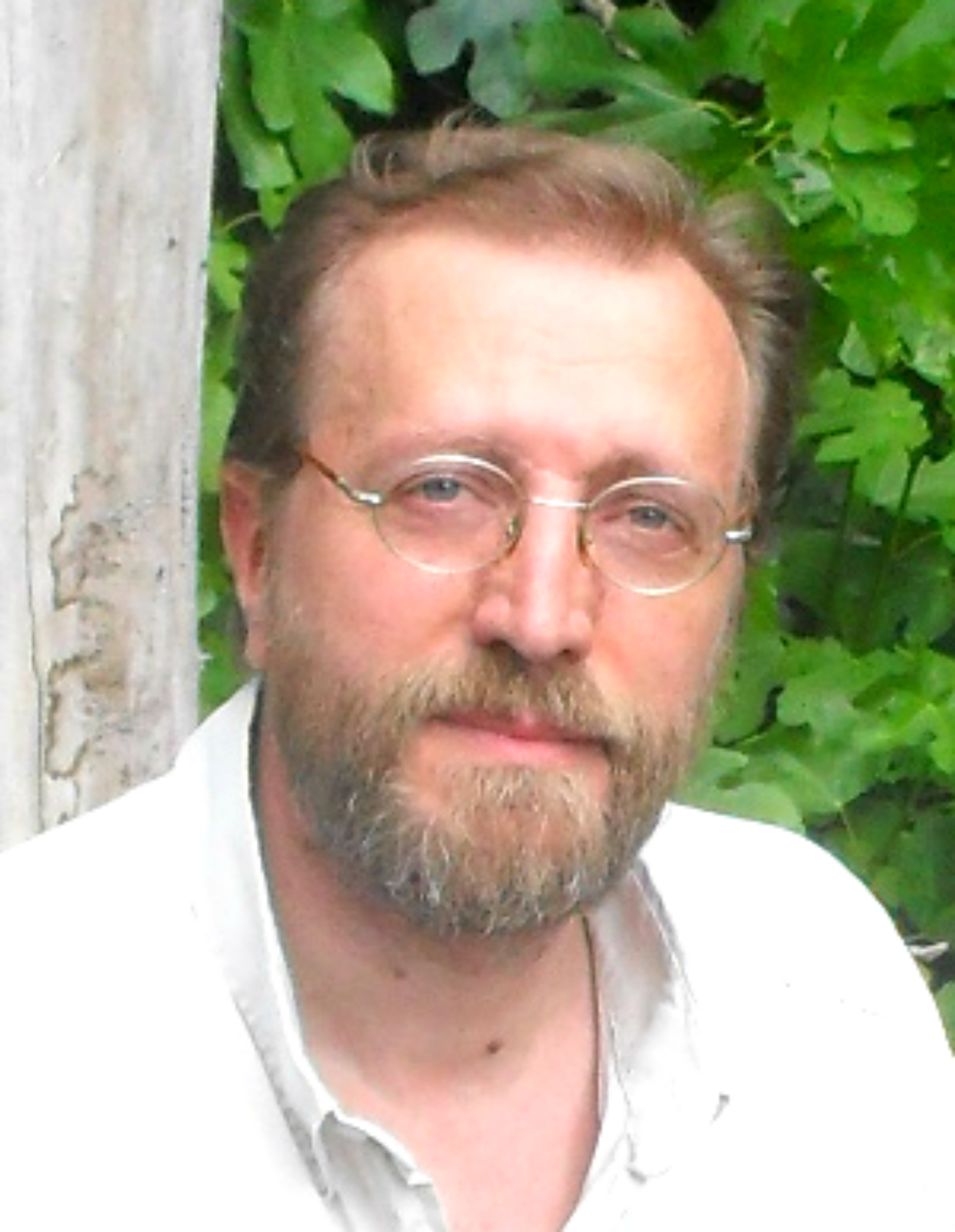
Ángel Olgoso 2011

Ángel Olgoso (Cúllar Vega, 1961) è uno scrittore spagnolo.

## Biografia
Laureato all'Università di Granada si dedica alla scrittura dal 1978 però pubblica il suo primo libro nel 1991 intitolato Los días subterráneos.
Inoltre ha pubblicato altri libri. Il suo libro Los demonios del lugar è stato eletto libro dell'anno nel 2007 secondo la rivista letteraria La Clave e finalista al Premio Andalucía de la Crítica nel 2007 e nel 2011. Tra gli altri premi che ha ricevuto si può citare il premio alla Fiera di Almeria nel 1994.
Molti critici hanno recensito lo scrittore tra cui Ana Rodríguez Fischer e Lluis Satorras su El País e altri.
Nel 2012 viene pubblicato per la prima volta un suo libro in Italia per la Siska Editore, con traduzione di Paolo Remorini dal titolo "Racconti abissali" in originale "Cuentos de otro mundo".

## Opere (parziale)
Edizione originale
- Los días subterráneos, Sevilla, Qüásyeditorial, 1991 ISBN 84-87435-09-2
- Nubes de piedra. Granada, Reprografía Digital Granada, 1999.
- Granada, año 2039 y otros relatos. Granada, Comares, 1999.
- Cuentos de otro mundo. Valladolid, Caja España, 1999. 2ª edizione: Los Ogíjares, Dauro Ediciones, 2003.
- El vuelo del pájaro elefante. Granada, Relatos para leer en el autobús, nº 11 Cuadernos del Vigía, 2006.
- Los demonios del lugar. Córdoba, Almuzara, 2007.
- Astrolabio. Granada, Cuadernos del Vigía, 2007.
- La máquina de languidecer. Madrid, Páginas de Espuma, 2009.
- Los líquenes del sueño (Relatos 1980-1995). Zaragoza, Tropo Editores, 2010.

Edizione italiana
- Ángel Olgoso, Racconti abissali, traduzione di Paolo Remorini, Siska Editore, 2012, ISBN 978-88-97642-11-4.